# Eresia klagesii
Eresia klagesii är en fjärilsart som beskrevs av Archibald C. Weeks 1906. Eresia klagesii ingår i släktet Eresia och familjen praktfjärilar. Inga underarter finns listade i Catalogue of Life.